# Particella elementare

Modello standard delle particelle elementari

In fisica delle particelle una particella elementare è una particella subatomica indivisibile non composta da particelle più semplici.
Le particelle elementari che compongono l'universo si possono distinguere in particelle-materia, di tipo fermionico (quark, elettroni e neutrini, dotati tutti di massa) e particelle-forza, di tipo bosonico, portatrici delle forze fondamentali esistenti in natura (fotoni e gluoni, privi di massa, e i bosoni W e Z, dotati di massa). Il Modello standard contempla diverse altre particelle instabili che esistono in determinate condizioni per un tempo medio variabile, ma comunque brevissimo, prima di decadere in altre particelle. Fra queste vi è almeno un bosone di Higgs, che svolge un ruolo del tutto particolare.

## Storia
Fino agli inizi del XX secolo si pensava che l'atomo fosse il costituente elementare della materia e quindi indivisibile per definizione. La scoperta da parte della fisica atomica che l'atomo ha una sua struttura interna, è cioè composto di particelle subatomiche più semplici, diede vita alla teoria atomica, e quindi alla fisica nucleare e alla fisica delle particelle.
Dopo le scoperte di elettrone, protone e neutrone, dagli anni trenta il numero ed il tipo di particelle elementari crebbe in modo continuo portando dagli anni sessanta all'introduzione del cosiddetto Modello standard, che descrive tutte le particelle note e tre delle quattro interazioni fondamentali, ossia l'interazione elettromagnetica, l'interazione forte e l'interazione debole.

### L'elettrone
Nel 1897 Lord Kelvin scriveva che "l'elettricità è un liquido continuo omogeneo". Queste considerazioni divennero superflue quando, nello stesso anno, Joseph John Thomson eseguì il suo celebre esperimento con cui determinò il rapporto e/m tra la carica elettrica e la massa dei raggi catodici.
I raggi catodici, così definiti in quanto emessi da un catodo, quando attraversano lo spazio tra le piastre di un condensatore subiscono una certa deviazione, il cui verso mostra che la carica portata dal fascio è negativa. Si osserva parimenti deviazione se i raggi sono attraversano una regione di campo magnetico. Compensando le deflessioni prodotte dai campi elettrico e magnetico, Thomson calcolò la velocità del fascio. L'ampiezza della flessione prodotta da ciascun campo separatamente gli consentì, inoltre, di valutare e/m, rapporto tra carica e massa dei costituenti del fascio.
Il valore di e/m che Thomson ottenne per i raggi catodici era molto elevato: questo implicava particelle con massa molto piccola rispetto alla carica. Tale particella venne chiamata elettrone, simbolo e, dal greco elektron, ambra.

### La scoperta del nucleo atomico
Nel 1911 Ernest Rutherford, bombardando una sottile lamina di metallo con radiazioni alfa, portò prove sperimentali per dimostrare che quasi tutta la massa degli atomi è contenuta in un minuscolo nucleo atomico con un diametro di 105 volte inferiore all'atomo stesso. La regione esterna è quindi occupata dagli elettroni di Thomson tutti uguali fra loro, ma i nuclei atomici differiscono fra loro sia per massa che per carica elettrica.
Il nucleo più leggero, quello dell'idrogeno, ha una singola carica elettrica positiva, e tutti gli altri nuclei hanno cariche positive che sono multipli interi di quella dell'idrogeno. Fu supposto, quindi, che il nucleo fosse composto da quelle particelle, qualunque fossero, di cui il nucleo dell'idrogeno aveva un esemplare. Fu battezzata da Rutherford protone, simbolo {\displaystyle p}, dal greco proton, forma neutra di protos, "primo".
Però era chiaro che i nuclei con più protoni si sarebbero disintegrati a causa della forza di repulsione elettrostatica, quindi affinché fossero stabili era necessaria o una particella stabilizzatrice o una forza diversa da quella elettrica, di intensità tale da contrastare la repulsione. In effetti entrambe le ipotesi sono vere.
Nel 1932 Irène Joliot-Curie, figlia di Pierre e Marie Curie, insieme al marito Frédéric Joliot aveva scoperto che il berillio, in seguito al bombardamento con particelle provenienti da una sorgente di polonio, emette delle particelle elettricamente neutre molto penetranti. Essi provarono che queste particelle possono espellere protoni da materiale contenente idrogeno. Sembrò naturale supporre che le particelle neutre fossero fotoni ma sarebbero occorsi fotoni ad energia troppo alta (50 MeV) per provocare un fenomeno del genere. Allora l'esperimento fu ripreso da James Chadwick che dimostrò che quelle particelle non erano prive di massa, come il fotone, ma avevano all'incirca la massa del protone. Questa particella, poi chiamata neutrone {\displaystyle (n)}, era stata ipotizzata già nel 1920 da Rutherford.
A questo punto, si giunse alla conclusione che il nucleo atomico è, in realtà, costituito da protoni separati da un numero all'incirca uguale di neutroni.
Successivamente si scoprì che il neutrone ha una massa maggiore, anche se di poco, a quella del protone. Per questo motivo esso è instabile, cioè tende a decadere in altre particelle più stabili. Nel caso del neutrone abbiamo il decadimento β, noto fin dal 1900, che porta il neutrone a decadere in un protone ed in un elettrone. Tuttavia gli esperimenti di disintegrazione {\displaystyle \beta } mostrano che per assicurare la conservazione dell'energia era necessario un nuovo tipo di particella neutra per pareggiare l'energia totale nel sistema prima e dopo il decadimento. Questa particella fu chiamata neutrino (simbolo {\displaystyle \nu }). Il processo di decadimento {\displaystyle \beta } venne considerato:
{\displaystyle n\to p+e^{-}+\nu }.

### La scoperta dell'antimateria
Negli anni 1932-33 fu scoperta un'altra nuova particella: il positrone. Questa scoperta fu resa possibile dall'uso di un apparecchio estremamente ingegnoso, chiamato camera a nebbia, ideato da Charles Thomson Rees Wilson.
L'esistenza del positrone era già stata predetta teoricamente durante gli anni 1930-31. La predizione era basata sull'elegante teoria dell'elettrone formulata da Paul Adrien Maurice Dirac, che aveva applicato i metodi della meccanica quantistica per stabilire le equazioni d'onda in un campo elettrico. Le soluzioni di queste equazioni davano due stati elettronici con energia cinetica rispettivamente positiva e negativa.
Secondo la teoria si dovevano verificare transizioni fra i due stati. Poiché non si osservavano, Dirac dedusse che tutti gli stati di energia negativa dovevano essere occupati, ma qualora si fosse verificata una lacuna, cioè uno stato di energia fosse risultato libero, essa avrebbe dovuto corrispondere a una particella osservabile con massa e spin uguali a quelli dell'elettrone e con carica opposta. Tale lacuna era il positrone. Questa particella, scoperta effettivamente da Carl David Anderson, è quindi l'antiparticella dell'elettrone.
Nel corso del graduale rivelarsi delle proprietà di una particella più di una volta le convenzioni sono cambiate. Quella a tutt'oggi accettata per il neutrino è diversa da quella adottata per la prima volta da Fermi. Infatti oggi si ritiene che sia l'antineutrino ({\displaystyle {\bar {\nu }}}) la particella neutra emessa dalla disintegrazione {\displaystyle \beta } del neutrone:
{\displaystyle n\to p+e^{-}+{\bar {\nu }}_{e}}
dove {\displaystyle p} è il protone, {\displaystyle e^{-}} è l'elettrone e {\displaystyle {\bar {\nu }}_{e}} è l'antineutrino elettronico.

### I mesoni e la struttura nucleare
Il passo successivo per lo studio del nucleo e delle sue particelle a questo punto si bloccò sulle difficoltà di definire la natura delle forze che tengono unito il nucleo.
Si cominciò a superare questo ostacolo nel 1935 con una proposta di Hideki Yukawa secondo il quale in un nucleo i protoni ed i neutroni sono tenuti insieme da un campo, allo stesso modo con cui in un atomo il nucleo e l'elettrone sono legati insieme tramite il campo elettromagnetico. Egli, inoltre, sottolineò che le piccole dimensioni del nucleo implicano che il raggio di azione delle forze nucleari sia piccolo. Ora, per i principi della relatività ristretta, la quantità di moto media del campo è dell'ordine della velocità della luce moltiplicata per la massa del quanto associato al campo. Dalle dimensioni dei nuclei Yukawa così concluse che questa massa è all'incirca 200 volte la massa dell'elettrone. Più tardi egli stesso osservò: «Poiché un quanto con massa così grande non è mai stato osservato sperimentalmente, sembra che la suddetta teoria sia errata».
Egli non sapeva, però, che Anderson e Seth Neddermeyer stavano effettuando estese ricerche sulla capacità delle particelle cariche dei raggi cosmici di attraversare la materia. I due, nonostante le difficoltà dovute all'esplorazione di un campo così nuovo, perseverarono nelle ricerche e, negli anni 1934-36, pervennero alla conclusione che nei raggi cosmici erano presenti nuovi tipi di particelle, cariche alcune positivamente, altre negativamente, di massa intermedia tra l'elettrone ed i nucleoni e si pensò che fossero proprio le particelle di Yukawa. Furono chiamate mesoni.
Una raccolta di valori sperimentali della massa dei mesoni in unità me, massa dell'elettrone, pubblicata nel 1945 concludeva che il valore medio era di 172me, ma le deviazioni da questo valore medio erano molto grandi.
Un esperimento, pubblicato nel 1947, di Marcello Conversi, Ettore Pancini e Oreste Piccioni sullo studio delle interazioni tra i mesoni dei raggi cosmici ed i nuclei atomici mostrò che questa interazione era estremamente debole. Fu allora sottolineato da Fermi, Edward Teller e Victor Frederick Weisskopf che c'era qualcosa che non andava affatto poiché queste particelle, che interagiscono così poco con i nuclei, potevano essere intermediarie solo di forze {\displaystyle 10^{13}} volte più deboli delle intensissime forze nucleari. Per questo motivo si concluse che quelle particelle non fossero quelle predette da Yukawa, e queste ultime non si riuscivano ad osservare a causa della loro breve vita che non permetteva di impressionare gli strumenti allora a disposizione.
Con l'avvento di nuove tecnologie però queste osservazioni furono possibili. La nuova tecnica che permise queste osservazioni, l'emulsione fotografica, fu sviluppata da F. Powell e dal suo gruppo. Dall'esame delle lastre di questi sensibilissimi strumenti si riuscirono a scoprire due differenti tipi di mesone: {\displaystyle \pi } e {\displaystyle \mu }. Il loro decadimento era:
{\displaystyle \pi \to \mu ^{+}+\nu }
{\displaystyle \mu ^{+}\to e^{+}+\nu +{\bar {\nu }}}
I mesoni carichi negativamente si disintegrano, si scoprì, in modo analogo ai positivi. Da studi particolareggiati si ottennero anche le masse dei mesoni {\displaystyle \pi } e {\displaystyle \mu } (successivamente battezzati rispettivamente pione e muone) che sono rispettivamente 273 e 207 volte la massa dell'elettrone.
La scoperta dell'esistenza di due tipi di mesoni risolse la situazione. Il pione è identificato con il mesone di Yukawa e, poiché si provò che interagisce fortemente con i nuclei, serve da intermediario per le forze nucleari, mentre il suo discendente, il muone, è il mesone dei raggi cosmici osservato da Conversi, Pancini e Piccioni, che non interagisce fortemente con i nuclei.
La situazione esistente nel 1947 costituiva uno schema non troppo complicato. I neutroni ({\displaystyle n}), i protoni ({\displaystyle p}), gli elettroni ({\displaystyle e^{-}}) ed i fotoni erano oggetti familiari. Il mesone {\displaystyle \pi } aveva la sua ragione d'essere quale intermediario attraverso cui le forze nucleari vengono trasmesse. Le sole particelle elementari inattese erano i muoni {\displaystyle \mu } ed i neutrini {\displaystyle \nu }.
Questo stato di cose relativamente semplici non durò tuttavia a lungo. In effetti, proprio nel 1947, a Manchester, George Rochester e Clifford Charles Butler ricavarono, da un grande numero di fotografie in camera a nebbia di particelle di sciami penetranti di raggi cosmici, tracce dovute ai prodotti carichi della disintegrazione di una particella neutra di massa uguale a circa 1000 masse elettroniche, valore diverso da quello delle masse di tutte le particelle fino ad allora conosciute.
Due anni più tardi, nel 1949, usando la nuova tecnica delle emulsione fotografica, Powell ed i suoi collaboratori ottennero la fotografia di una particella di un raggio cosmico. Essi interpretarono il processo come dovuto ad una particella K' che si disintegra in tre mesoni. Sia lo schema di disintegrazione che la massa della particella primaria {\displaystyle K} non si adattavano ad alcuna delle particelle conosciute a quel tempo. Powell ed il suo gruppo chiamarono questa nuova particella mesone {\displaystyle \tau }, ma successivamente venne a coincidere con {\displaystyle K}. Insieme a {\displaystyle \tau } vennero identificate, in quel periodo, un gran numero di altre particelle.
Poiché tali particelle giungevano inattese, si diede loro il nome collettivo di particelle strane. Esse sono generate in collisioni in cui sono in gioco energie di più di un miliardo di eV.

### Sviluppi moderni
Fino agli anni 1948-53 l'unica sorgente disponibile di energie così elevate erano i raggi cosmici. Pertanto furono avviate molte ricerche per studiare l'esistenza delle nuove Particelle Strane nei raggi cosmici. Ma i raggi cosmici non sono una sorgente controllabile di particelle di elevata energia; inoltre la frequenza con cui si incontrano particelle cosmiche di elevata energia in strumenti di dimensioni normali è molto piccola.
Fortunatamente, grazie al rapido sviluppo della tecnologia per costruire macchine capaci di accelerare particelle ad alta energia (acceleratori di particelle), diventò possibile in questo periodo costruire macchine nel dominio di un miliardo di eV. Quando nel 1953 la prima di tali macchine, chiamata cosmotrone, cominciò a funzionare al Brookhaven National Laboratory di Long Island (NY, USA), diventò possibile avere particelle strane prodotte a comando in laboratorio.

## Elenco e classificazione delle particelle

Schema generale dell'organizzazione delle particelle, delle interazioni e della materia

Le particelle elementari sono distinte a partire dallo spin.
- Fermioni, aventi spin semi-intero, divisi nelle seguenti due classi più le rispettive antiparticelle:
  - Leptoni, soggetti all'interazione debole, suddivisi in tre famiglie, ad ognuna delle quali è associato un particolare neutrino.

| Nome                      | Carica elettrica | Massa (GeV/c2) |
| ------------------------- | ---------------- | -------------- |
| Elettrone (e−, β−)        | –1               | 0,000511       |
| Neutrino elettronico (νe) | 0                | ~0             |
| Muone (μ)                 | –1               | 0,1056         |
| Neutrino muonico (νμ)     | 0                | ~0             |
| Tauone (τ)                | –1               | 1,777          |
| Neutrino tauonico (ντ)    | 0                | ~0             |
- Quark, soggetti all'interazione forte e all'interazione elettrodebole.

| Nome                         | Carica | Massa stimata (MeV/c2) |
| ---------------------------- | ------ | ---------------------- |
| Quark up (u)                 | +2/3   | da 1,5 a 4 1           |
| Quark down (d)               | -1/3   | da 4 a 8 1             |
| Quark strange / Sideways (s) | -1/3   | da 80 a 130            |
| Quark charm / Centre (c)     | +2/3   | da 1 150 a 1 350       |
| Quark bottom / Beauty (b)    | -1/3   | da 4 100 a 4 400       |
| Quark top / Truth (t)        | +2/3   | 174 300 ± 5 100        |
- Antileptoni (Stessa suddivisione dei leptoni)
- Antiquark (Stessa suddivisione dei quark)

- Bosoni, aventi spin intero, mediatori delle interazioni fondamentali:

| Nome                     | Simbolo | Antiparticella | Carica | Spin | Massa (GeV/c2) | Interazioni                                       | Forza mediata          |
| ------------------------ | ------- | -------------- | ------ | ---- | -------------- | ------------------------------------------------- | ---------------------- |
| Fotone                   | γ       | se stesso      | 0      | 1    | 0              | nucleare debole, elettromagnetica, gravitazionale | forza elettromagnetica |
| Bosone W                 | W±      | W±             | ±1     | 1    | 80,4           | nucleare debole, elettromagnetica, gravitazionale | forza nucleare debole  |
| Bosone Z                 | Z0      | se stesso      | 0      | 1    | 91,2           | nucleare debole, gravitazionale                   | forza nucleare debole  |
| Gluone                   | g       | se stesso      | 0      | 1    | 0              | nucleare forte, gravitazionale                    | forza nucleare forte   |
| Bosone di Higgs          | H0      | se stesso?     | 0      | 0    | ~125,5[2][3]   | elettrodebole e gravitazionale                    | -                      |
| Gravitone (ipotetica[1]) | G       | se stesso?     | 0      | 2    | 0              | gravitazionale                                    | forza gravitazionale   |

### Tavola dei fermioni fondamentali
Le due classi di fermioni fondamentali possono essere suddivise per generazioni (per convenzione vengono descritte solo le proprietà delle particelle sinistrorse):
| 1ª generazione | 1ª generazione                                    | 1ª generazione       | 1ª generazione       | 1ª generazione       | 1ª generazione                      | 1ª generazione | 1ª generazione |
| Nome | Simbolo                                           | Carica elettrica     | Isospin debole       | Ipercarica           | Carica di colore *                  | Massa **       |                |
| --- | ------------------------------------------------- | -------------------- | -------------------- | -------------------- | ----------------------------------- | -------------- | -------------- |
| Elettrone | {\displaystyle e^{-}}, {\displaystyle \beta ^{-}} | {\displaystyle -1}   | {\displaystyle -1/2} | {\displaystyle -1/2} | {\displaystyle \mathbf {1} }        | 511 keV/c2     |                |
| Positrone | {\displaystyle e^{+}}, {\displaystyle \beta ^{+}} | {\displaystyle +1}   | {\displaystyle 0}    | {\displaystyle +1}   | {\displaystyle \mathbf {1} }        | 511 keV/c2     |                |
| Neutrino elettronico | {\displaystyle \nu _{e}}                          | {\displaystyle 0}    | {\displaystyle +1/2} | {\displaystyle -1/2} | {\displaystyle \mathbf {1} }        | < 2 eV/c2      |                |
| Quark up | {\displaystyle u}                                 | {\displaystyle +2/3} | {\displaystyle +1/2} | {\displaystyle +1/6} | {\displaystyle \mathbf {3} }        | ~ 3 MeV/c2 *** |                |
| Antiquark up | {\displaystyle {\bar {u}}}                        | {\displaystyle -2/3} | {\displaystyle 0}    | {\displaystyle -2/3} | {\displaystyle \mathbf {\bar {3}} } | ~ 3 MeV/c2 *** |                |
| Quark down | {\displaystyle d}                                 | {\displaystyle -1/3} | {\displaystyle -1/2} | {\displaystyle +1/6} | {\displaystyle \mathbf {3} }        | ~ 6 MeV/c2 *** |                |
| Antiquark down | {\displaystyle {\bar {d}}}                        | {\displaystyle +1/3} | {\displaystyle 0}    | {\displaystyle +1/3} | {\displaystyle \mathbf {\bar {3}} } | ~ 6 MeV/c2 *** |                |
| |                                                   |                      |                      |                      |                                     |                |                |
| 2ª generazione |                                                   |                      |                      |                      |                                     |                |                |
| Nome | Simbolo                                           | Carica elettrica     | Isospin debole       | Ipercarica           | Carica di colore *                  | Massa **       |                |
| Muone | {\displaystyle \mu ^{-}}                          | {\displaystyle -1}   | {\displaystyle -1/2} | {\displaystyle -1/2} | {\displaystyle \mathbf {1} }        | 106 MeV/c2     |                |
| Antimuone | {\displaystyle \mu ^{+}}                          | {\displaystyle +1}   | {\displaystyle 0}    | {\displaystyle +1}   | {\displaystyle \mathbf {1} }        | 106 MeV/c2     |                |
| Neutrino muonico | {\displaystyle \nu _{\mu }}                       | {\displaystyle 0}    | {\displaystyle +1/2} | {\displaystyle -1/2} | {\displaystyle \mathbf {1} }        | < 2 eV/c2      |                |
| Quark charm | {\displaystyle c}                                 | {\displaystyle +2/3} | {\displaystyle +1/2} | {\displaystyle +1/6} | {\displaystyle \mathbf {3} }        | ~ 1.3 GeV/c2   |                |
| Antiquark charm | {\displaystyle {\bar {c}}}                        | {\displaystyle -2/3} | {\displaystyle 0}    | {\displaystyle -2/3} | {\displaystyle \mathbf {\bar {3}} } | ~ 1.3 GeV/c2   |                |
| Quark strange | {\displaystyle s}                                 | {\displaystyle -1/3} | {\displaystyle -1/2} | {\displaystyle +1/6} | {\displaystyle \mathbf {3} }        | ~ 100 MeV/c2   |                |
| Antiquark strange | {\displaystyle {\bar {s}}}                        | {\displaystyle +1/3} | {\displaystyle 0}    | {\displaystyle +1/3} | {\displaystyle \mathbf {\bar {3}} } | ~ 100 MeV/c2   |                |
| |                                                   |                      |                      |                      |                                     |                |                |
| 3ª generazione |                                                   |                      |                      |                      |                                     |                |                |
| Nome | Simbolo                                           | Carica elettrica     | Isospin debole       | Ipercarica           | Carica di colore *                  | Massa **       |                |
| Tauone (o tau) | {\displaystyle \tau ^{-}}                         | {\displaystyle -1}   | {\displaystyle -1/2} | {\displaystyle -1/2} | {\displaystyle \mathbf {1} }        | 1.78 GeV/c2    |                |
| Antitauone | {\displaystyle \tau ^{+}}                         | {\displaystyle +1}   | {\displaystyle 0}    | {\displaystyle +1}   | {\displaystyle \mathbf {1} }        | 1.78 GeV/c2    |                |
| Neutrino tauonico | {\displaystyle \nu _{\tau }}                      | {\displaystyle 0}    | {\displaystyle +1/2} | {\displaystyle -1/2} | {\displaystyle \mathbf {1} }        | < 2 eV/c2      |                |
| Quark top | {\displaystyle t}                                 | {\displaystyle +2/3} | {\displaystyle +1/2} | {\displaystyle +1/6} | {\displaystyle \mathbf {3} }        | 173 GeV/c2     |                |
| Antiquark top | {\displaystyle {\bar {t}}}                        | {\displaystyle -2/3} | {\displaystyle 0}    | {\displaystyle -2/3} | {\displaystyle \mathbf {\bar {3}} } | 173 GeV/c2     |                |
| Quark bottom | {\displaystyle b}                                 | {\displaystyle -1/3} | {\displaystyle -1/2} | {\displaystyle +1/6} | {\displaystyle \mathbf {3} }        | ~ 4.2 GeV/c2   |                |
| Antiquark bottom | {\displaystyle {\bar {b}}}                        | {\displaystyle +1/3} | {\displaystyle 0}    | {\displaystyle +1/3} | {\displaystyle \mathbf {\bar {3}} } | ~ 4.2 GeV/c2   |                |
| Note: - * - Tali cariche non sono normali cariche abeliane che possono essere sommate assieme, ma autovalori delle rappresentazioni del gruppo di Lie. - ** - Quella che si intende comunemente per massa nasce da un accoppiamento fra un fermione sinistrorso ed uno destrorso: per esempio, la massa di un elettrone deriva dall'accoppiamento fra un elettrone sinistrorso ed un elettrone destrorso, il quale è l'antiparticella di un positrone sinistrorso. Anche i neutrini mostrano una grande varietà nei loro accoppiamenti di massa, e per questo non è esatto parlare di masse dei neutrini nei loro tipi base o dire che un neutrino elettronico sinistrorso e un neutrino elettronico destrorso hanno la stessa massa, come la tabella sembra suggerire. - *** - Quello che in realtà è stato misurato sperimentalmente sono le masse dei barioni e degli adroni e diverse sezioni d'urto. Dal momento che i quark non si possono isolare a causa del confinamento della QCD. Supponiamo che la quantità qui esposta sia la massa del quark alla scala di rinormalizzazione della transizione di fase della QCD. Per arrivare a calcolare tale quantità, è necessario costruire un modello su reticolo e provare ad assegnare masse diverse per i quark fino a trovare quelle per cui il modello approssima meglio i dati sperimentali. Poiché le masse dei quark di prima generazione sono molto al di sotto della scala QCD, le incertezze sono molto grandi: gli attuali modelli di QCD su reticolo sembrano suggerire che le masse di tali quark siano significativamente più basse di quelle nella tabella. |                                                   |                      |                      |                      |                                     |                |                |